# Lista Árabe Unida
La Lista Árabe Unida (Ra'am) es un partido político árabe-israelí con representación en la Knesset (parlamento israelí). Fue creado en 1996 y es liderado actualmente por Mansour Abbas (2021).
Desde las elecciones de 2006 este partido se une con la organización Ta'al en una lista electoral. Para las elecciones de 2015 conformó la Lista Conjunta, junto a Hadash, Balad, Ta'al, y el Movimiento para la Renovación.

## Propuestas

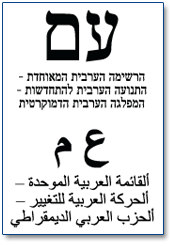
Boleta electoral de la Lista Árabe Unida

Las principales propuestas de la agrupación son:[cita requerida]
- Fin de la conquista y establecimiento de un Estado palestino.
- Abandono de las armas de destrucción masiva.
- Establecimiento de una ley que reconozca a los árabes de Israel como una minoría nacional.
- Enmienda de la Ley del Retorno que asegure a los refugiados palestinos y sus descendientes la posibilidad de regresar.

## Resultados electorales
|  | 3.49 % |

|  | 2.08 % |

|  | 3.79 % |

|  | 4.07 % |

## Representantes del Knesset

### Actuales
Los diputados elegidos en las últimas elecciones generales de 2022 son:
- Mansour Abbas
- Walid Taha
- Walid al-Hawalsha
- Iman Khatib-Yasin
- Yasser Hajirat

### Anteriores
- Taleb el-Sana (1996–2012)
- Abdulmalik Dehamshe (1996–2006)
- Muhamad Kanan (1999–2001)
- Tawfik Khatib (1996–2001)
- Hashem Mahameed (1999–2002)
- Ibrahim Sarsur (2006–2019)
- Masud Ghnaim (2009–2019)
- Taleb Abu Arar (2013–2019)
- Abd al-Hakim Hajj Yahya (2019–2020)
- Iman Khatib-Yasin (2020-2021)